# 掛法ルネシテ駅
掛法ルネシテ駅（クェボプルネシッテえき）は、大韓民国釜山広域市沙上区にある釜山-金海軽電鉄の駅である。駅番号は2。「江辺公園」を副駅名としている。

## 駅構造
相対式ホーム2面2線を有する高架駅で、フルスクリーンタイプのホームドアが設置されている。

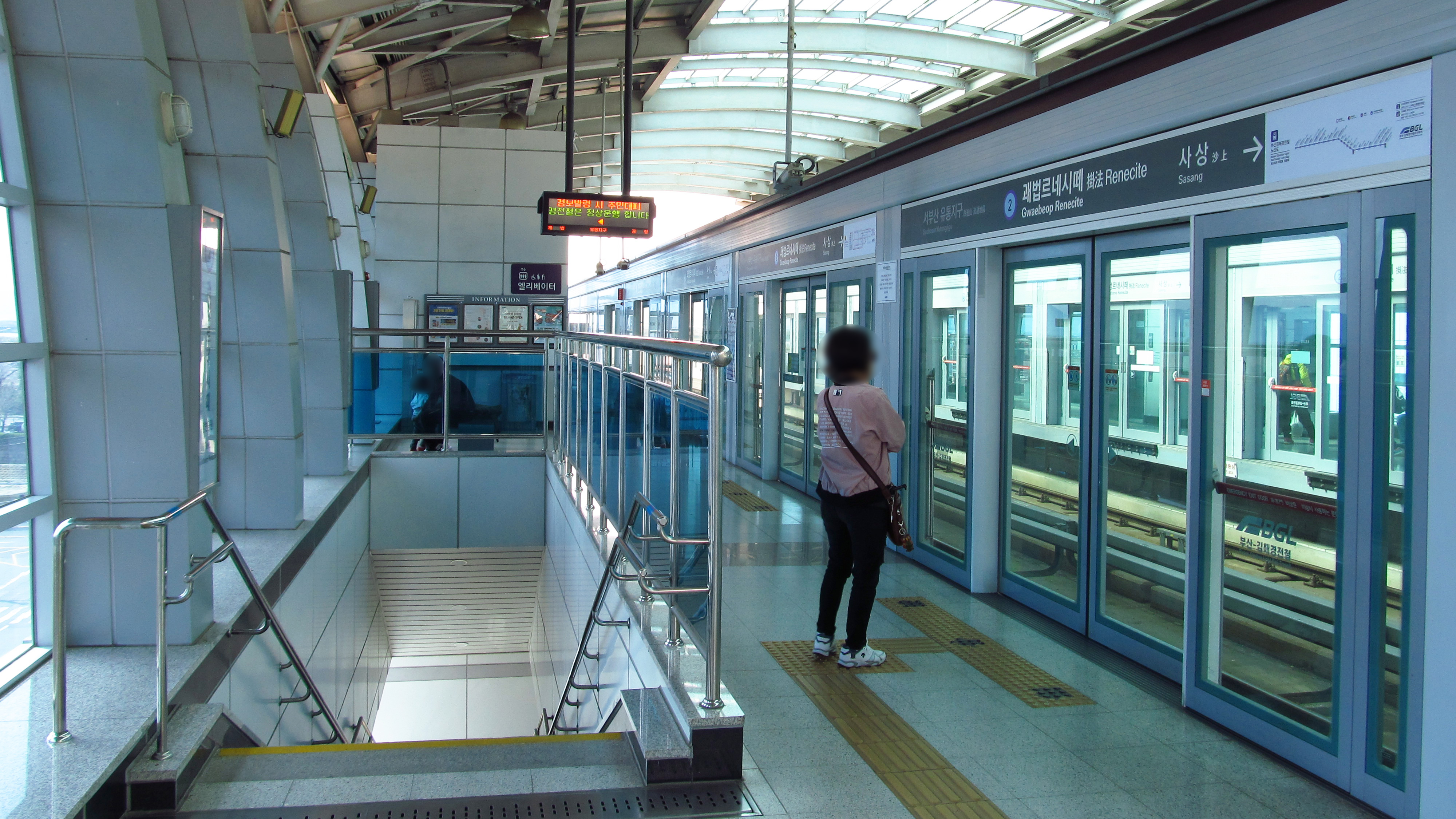
上りホーム（2018年3月）
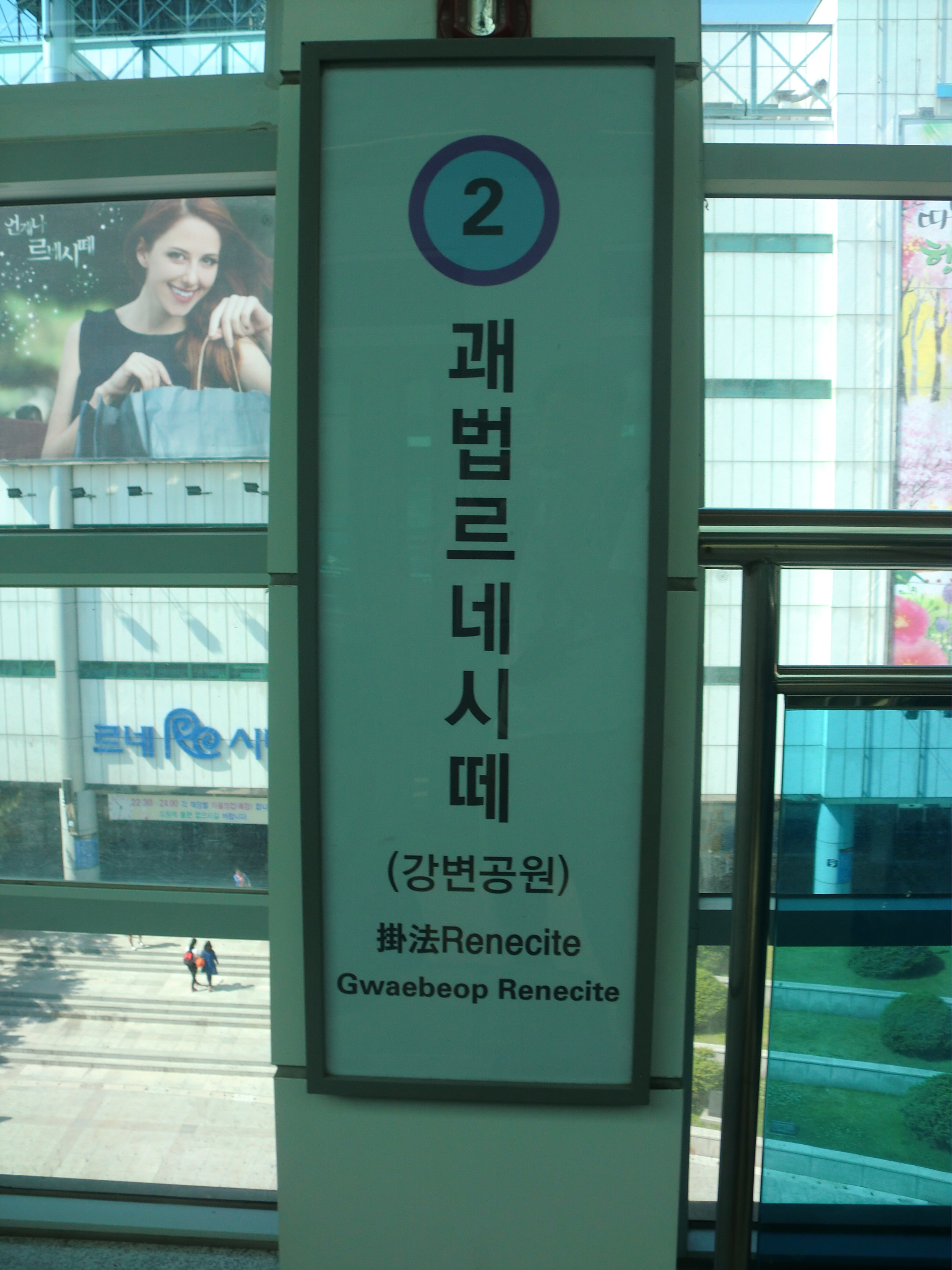
駅名標
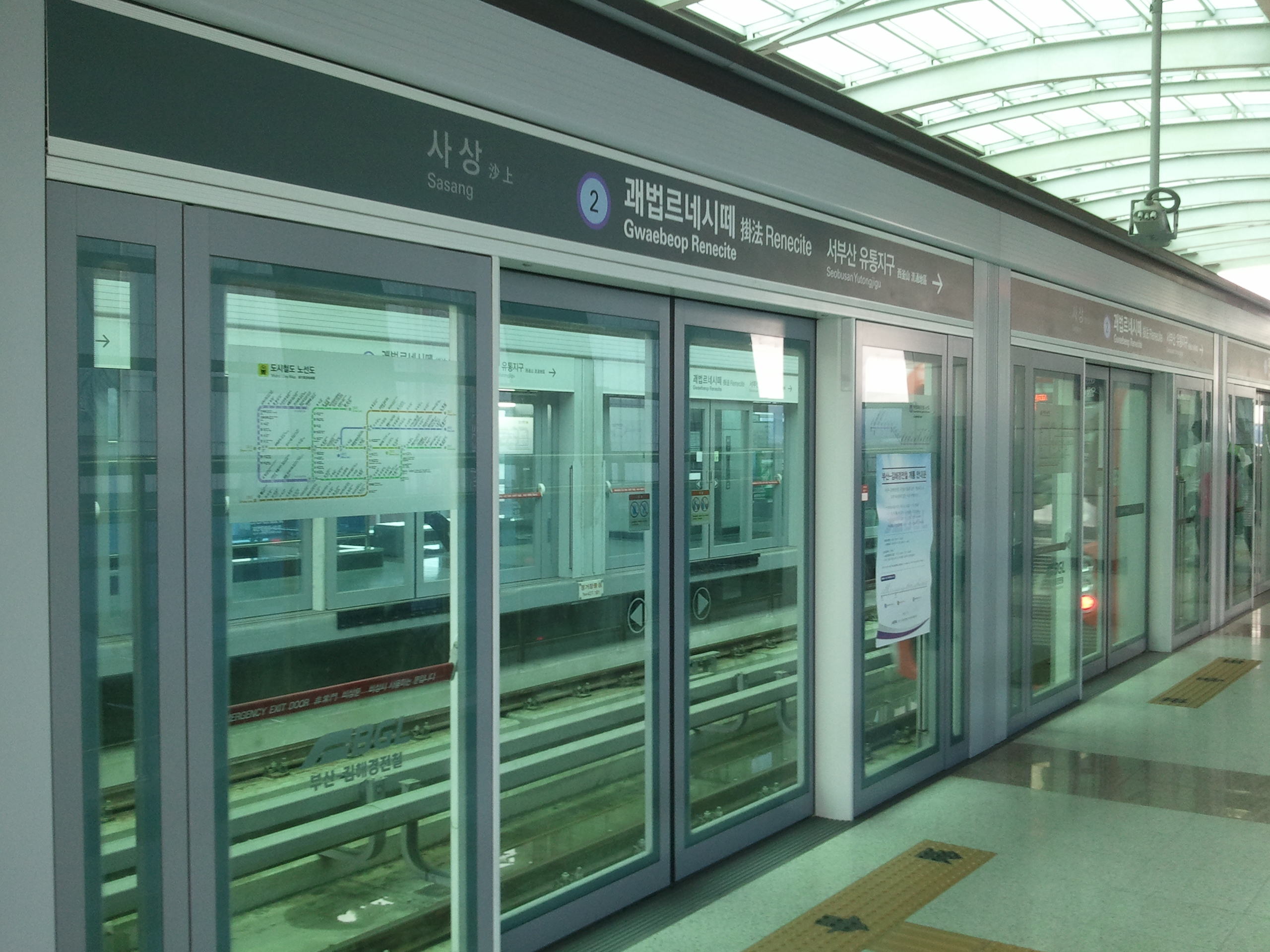
ホームドア

### のりば
| 上り | ●釜山-金海軽電鉄 | 沙上方面   |
| 下り | ●釜山-金海軽電鉄 | 加耶大方面 |

## 歴史
- 2011年9月9日 - 開業。

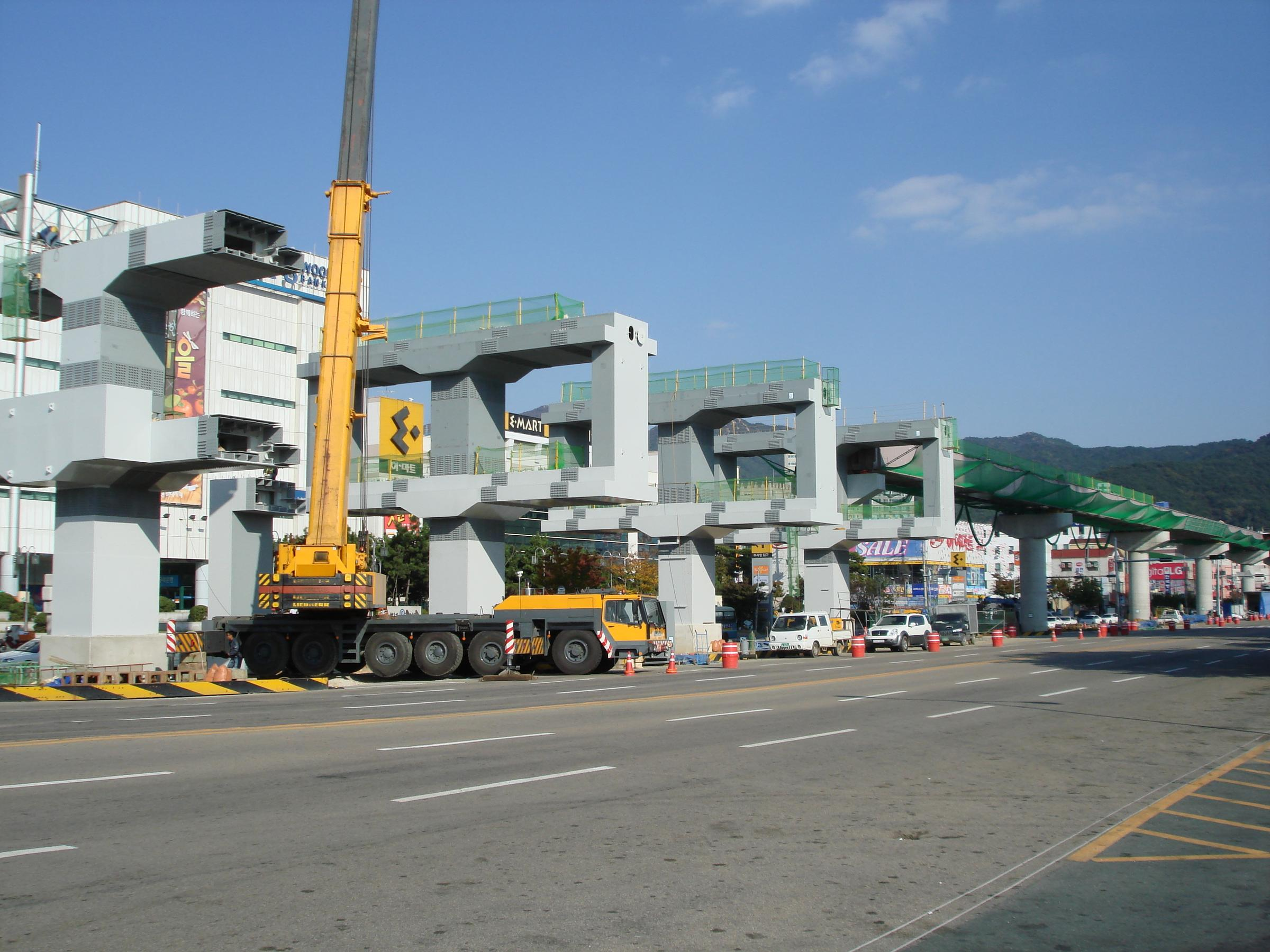
建設中の駅（2007年11月）

## 駅名の由来
当駅の近隣に位置する「釜山ルネシテ」という商業施設の名前が由来となっている。

また、ルネシテという言葉の由来は、「もう一度新しく生まれる」という意味の「ルネ（rene）」と「流通複合体」を意味する「シテ（cite）」の合成語から来ている。

## 駅周辺
- 釜山ルネシテ（ショッピングセンター）
  - ウリィ銀行
  - ホームプラス西釜山店
- 掛法橋
- 蒼津初等学校
- 三楽川辺体育公園
- 慶南銀行沙上支
- Eマート沙上店
- ロッテハイマート沙上店

## 隣の駅
釜山-金海軽電鉄
●釜山-金海軽電鉄
沙上駅（1） - 掛法ルネシテ駅（2） - 西釜山流通地区駅（3）